# Diego Sánchez (Fußballspieler, 1987)
Diego Ignacio Sánchez Carvajal (* 8. Mai 1987 in Santiago) ist ein chilenischer Fußballtorwart.

## Karriere
Diego Sánchez schaffte den Sprung aus der Jugend des CD Palestino in die Profimannschaft unter Luis Musrri 2007. Nach der Verletzung von Felipe Núñez und schlechten Leistungen von Fernando Burgos kam der junge Torwart im August 2007 zu seinem Debüt. Er spielte vier weitere Ligaspiele für den Klub, konnte sich aber nicht langfristig als Stammtorwart etablieren. So wechselte er erst leihweise in die Segunda División zu Unión Temuco, 2009 wurde Sánchez endgültig an Deportes Temuco abgegeben. 2010 spielte er für den AC Barnechea und kam durch seine guten Leistungen wieder in die Primera División zu Unión San Felipe. Zwei Jahre spielte er bei dem Klub, der nach der Saison 2012 abstieg. Damit endete auch die Zeit von Sánchez bei Unión San Felipe.
Nach dem Leihende von Eduardo Lobos war Unión Española auf der Suche nach einem neuen Torwart und verpflichtete neben Sánchez auch per Leihe Raúl Olivares. Sánchez setzte sich im internen Duell durch und spielte in der Transición 2013 17 Ligaspiele. Unión Española gewann den Meistertitel knapp aufgrund des besseren Torverhältnisses vor CD Universidad Católica. Sánchez musste nur 12 Gegentore hinnehmen und war damit ein Garant für die Meisterschaft. Der Torwart blieb bis 2021 im Team spanischer Einwanderer. 2022 hatte er eine kurze Station bei Deportes Antofagasta und wechselte 2023 zu Wiederaufsteiger Coquimbo Unido.

## Erfolge
Unión Española
- Chilenischer Meister: 2013-T
- Chilenischer Supercup: 2013